# اوگایافوکی‌آئه‌زو
اوگایافوکی‌آئه‌زو (به ژاپنی: (鵜葺草葺不合命 Ugayafukiaezu); – ۱ ژانویهٔ ۰۶۶۱) در اساطیر ژاپن یک کامی در دین شینتو و پدر امپراتور جینمو بود.